# Daman (powiat w Afganistanie)
Daman – jednostka administracyjna prowincji Kandahar, położony w jej centralnej części. Powiat Daman zasiedla ok. 30 600 mieszkańców (2006). Głównym miastem powiatu jest Daman, usytuowane w jego centralnej części. Na południowy zachód od miasta leży lotnisko Kandahar (Kandahar International Airport).